# Boris Ožbolt
‎Boris Ožbolt, slovenski častnik, veteran vojne za Slovenijo, * 15. december 1943, Ljubljana.

## Vojaška kariera
- načelnik Oddelka za strateško načrtovanje, razvoj in organizacijo SV, GŠSV (2002)
- v.d. vodje odseka za topništvo, RŠTO (1991)

## Odlikovanja in priznanja
- srebrna medalja generala Maistra z meči
- bronasta medalja Slovenske vojske (8. maj 2002)
- spominski znak Obranili domovino 1991
- spominski znak Premik 1991 (23. september 1997)